# 日本のジャズ -SAMURAI SPIRIT-
『日本のジャズ -SAMURAI SPIRIT-』（にほんのジャズ 〜サムライ・スピリット〜）は、2006年7月19日に発売された日本のジャズバンドPE'Z初のカバー・アルバム。発売元はワーナーミュージック・ジャパン/ロードランナー・レコード。

## 解説
コンセプトは、「子供の頃に微かに聴いたことのあるメロディーや上の世代の人たちが懐かしいと感じてもらえる楽曲をPE’Zにしか出来ない形で表現する」
「PE'Z REALIVE TOUR 2005 春 〜テノナルホウヘ〜 」にて1公演につき1曲のカバー曲を披露・好評であったことから、カバーアルバムを制作。レコーディング風景の一部は「兆し 其の2 -KIZASHI 2- 獣五少年漂流記」に収録。
バンドスコアはヤマハミュージックメディアより発売（2006年12月7日）。

## 収録曲
全編曲:PE'Z
1. 用心棒(3:45)[1]
  - 作曲:佐藤勝
2. 鈴懸の径(4:14)[1]
  - 作曲:灰田有紀彦（灰田晴彦）
3. 銀座カンカン娘(3:42)[1]
  - 作曲:服部良一
4. 雪国(3:58)[1]
  - 作曲:吉幾三
  - 「PE'Z REALIVE TOUR 2005 春 〜テノナルホウヘ〜」2005年4月7日横浜公演でも披露
5. どんたく(3:10)[1]
  - 作曲:加藤和彦
6. おもちゃのチャチャチャ(3:05)[1]
  - 作曲:越部信義
  - 「PE'Z REALIVE TOUR 2005 春 〜テノナルホウヘ〜」2005年5月17日札幌公演でも披露
7. ソーラン節(4:42)[1]
  - 作曲:民謡
8. ともだち(5:10)[1]
  - 作曲:いずみたく
9. 小春おばさん(3:38)[1]
  - 作曲:井上陽水
10. 花(5:43)[1]
  - 作曲:喜納昌吉
11. みずいろの雨(4:21)[1]
  - 作曲:八神純子
12. また逢う日まで(4:22)[1]
  - 作曲:筒美京平
  - 「PE'Z REALIVE TOUR 2005 春 〜テノナルホウヘ〜」2005年6月21日千葉公演でも披露